# Comuna Reimentarivka, Koriukivka
Reimentarivka (în ucraineană Рейментарівка) este o comună în raionul Koriukivka, regiunea Cernihiv, Ucraina, formată din satele Bohdalivka, Hutîșce, Oliinîkî, Reimentarivka (reședința) și Zaleaddea.

## Demografie
Componența lingvistică a comunei Reimentarivka
     Ucraineană (97,54%)
     Rusă (1,64%)
     Alte limbi (0,82%)
Conform recensământului din 2001, majoritatea populației comunei Reimentarivka era vorbitoare de ucraineană (97,54%), existând în minoritate și vorbitori de rusă (1,64%).